# Hotel Hesselet
Hotel Hesselet er et hotel beliggende ved Christianslundsskoven i Nyborg umiddelbart ud til Storebælt. Siden opførelsen i 1967 har Hesselet hørt til blandt landets mest eksklusive hoteller. 
Hesselet blev bygget af Kaj Wolhardt og Karl Haustrup, der er anden generation i familien bag Haustrups Fabriker. Arkitekten var Bent Severin, der i datiden var blandt landets førende hotelarkitekter. På stedet lå tidligere Christianslunds Badehotel. De 46 værelser er på mindst 35 kvadratmeter.
Karl Haustrups enke, Lizzi Haustrup, drev stedet frem til 1993, hvor det blev overtaget af Hans Mogens Frederiksen. I 2003 overtog de nuværende ejere, Sinne & Steen Sørensen, stedet. I maj 2008 blev den første tilbygning af hotellet siden indvielsen påbegyndt.
nuværende forpagter Rikke og Peter Karner.